# ジョン・ウィルマル・ペレス
ジョン・ウィルマル・ペレス（John Wilmar Pérez Múñoz、1970年2月21日 - ）は、コロンビアの元サッカー選手。元コロンビア代表。ポジションはミッドフィールダー。

## 来歴
1997年6月にコロンビア代表デビュー。直後のコパ・アメリカ1997では4試合に出場した。出場機会は無かったが1998 FIFAワールドカップのメンバーにも選ばれた。2000 CONCACAFゴールドカップでは5試合に出場、準優勝した。コロンビア代表で通算18試合に出場した。

## 代表歴

### 出場大会
- コロンビア代表
  - 1998 FIFAワールドカップ

### 試合数
- 国際Aマッチ 18試合 0得点（1997年-2000年）[1]

| コロンビア代表 | 国際Aマッチ | 国際Aマッチ |
| 年             | 出場        | 得点        |
| -------------- | ----------- | ----------- |
| 1997           | 11          | 0           |
| 1998           | 2           | 0           |
| 1999           | 0           | 0           |
| 2000           | 5           | 0           |
| 通算           | 18          | 0           |